# Euparyphus
Genre
Taxons de rang inférieur
- Euparyphus (Aochletus)
- Euparyphus (Nigriparyphus)
- Euparyphus (Parochletus)
- Euparyphus (Euparyphus)

Euparyphus est un genre d'insectes diptères brachycères de la famille des Stratiomyidae, de la sous-famille des Stratiomyinae et de la tribu des Oxycerini.

## Liste des espèces
- E. albipilosus Adams, 1903
- E. apicalis Coquillett, 1902
- E. arizonae James, 1973[2]
- E. ater James, 1973[2]
- E. bistriatus Williston, 1896
- E. brasiliensis Lindner, 1949
- E. brevicornis Loew, 1866
- E. carbonarius Giglio-Tos, 1891
- E. cataractus Quist, 1973[2]
- E. cinctus Osten Sacken, 1886
- E. elegans (Wiedemann, 1830) - type
- E. elongatulus Williston, 1900
- E. facialis James, 1973[2]
- E. hamifer James, 1940
- E. lagunae Cole, 1912
- E. limbrocutris Adams, 1903
- E. monensis James, 1973[2]
- E. mutabilis Adams, 1903
- E. nebulosus James, 1973[2]
- E. ornatus Williston, 1885
- E. pardalinus James, 1936
- E. patagius Quist, 1973[2]
- E. peruvianus Lindner, 1941
- E. proxipalus Quist, 1973[2]
- E. pygmaea James, 1973[2]
- E. rothi James, 1973[2]
- E. sabroskyi James, 1936
- E. stigmaticalis Loew, 1866
- E. tricolor Osten Sacken, 1886
- E. umbrulus Quist, 1973[2]